# نورث امریکن ان‌ای-۱۶
نورث امریکن ان‌ای-۱۶ (به انگلیسی: North American NA-16) یک هواپیمای ساختِ کارخانهٔ نورث امریکن اوییشن در کشور ایالات متحده آمریکا است که در سال ۱۹۳۵ ساخته شد. نخستین استفاده‌کنندهٔ این هواپیما تفنگداران هوایی ارتش ایالات متحده آمریکا بوده‌است. این هواپیما برای نخستین بار در ۱ آوریل ۱۹۳۵ میلادی مورد استفاده قرار گرفت.